# Comisión Europea contra el Racismo y la Intolerancia
La Comisión Europea contra el Racismo y la Intolerancia (ECRI) es el organismo independiente de vigilancia de los derechos humanos del Consejo de Europa  especializado en combatir el antisemitismo,  la discriminación, el racismo, la intolerancia religiosa y la xenofobia. Publica informes periódicos sobre los Estados miembros del CoE y recomendaciones de política general. La decisión de fundar ECRI se adoptó en 1993, la organización se hizo oficialmente activa a partir de marzo de 1994.

## Miembros
La ECRI está compuesta por 47 expertos, uno de cada estado miembro del CoE. El presidente de la comisión es Jean-Paul Lehners de Luxemburgo, desde 2017.

A cada miembro de ECRI se le permite un período renovable de cinco años a través de la designación de sus respectivos gobiernos. Para ser miembro, también deben cumplir con estos términos del Estatuto ECRI: 
Los miembros de ECRI deberán tener una alta autoridad moral y una reconocida experiencia en el tratamiento del racismo, la discriminación racial, la xenofobia, el antisemitismo y la intolerancia; Los miembros de ECRI servirán en su capacidad individual, serán independientes e imparciales en el cumplimiento de su mandato. No recibirán ninguna instrucción de su gobierno.
El primer presidente de la ECRI fue el Defensor del Pueblo sueco contra la discriminación, Frank Orton, quien ocupó el cargo hasta 1998. Bajo su mandato impulsó la idea que la comisión elaborara informes país por país, con el objetivo de proporcionar a los Estados miembros consejos específicos para cada uno de ellos, sobre cómo combatir el racismo y la intolerancia.
Han sido expresidentes del ECRI Nikos Frangakis, Michael Head, Eva Smith Asmussen and Nils Muižnieks.
En el año 2020 formó parte de dicho organismo el senador español José Cepeda, en representación del Consejo de Europa. Su presencia fue breve, tras renunciar a su cargo para dedicarse por completo a sus nuevas tareas en la dirección del Grupo Parlamentario Socialista en la Asamblea de Madrid.

## Actuaciones
El objetivo principal de la ECRI es proporcionar una crítica constructiva, a través de sus Informes de Política General (GPR), a los respectivos países sobre sus actuaciones y sus legislaciones para mejorar el bienestar de los grupos minoritarios que residen dentro de la nación. El ECRI redacta y elabora sus propios informes, y no el país que se está examinando, lo que le diferencia del CERD de las Naciones Unidas.
La experta Merja Pentikainen destaca la aspiración de la ECRI en su trabajo por la plena integración y participación de inmigrantes y ciudadanos residentes no pertenecientes a la UE en las diferentes sociedades europeas. En particular, el ECRI es un firme defensor de la integración de los romaníes en la sociedad europea y los niños romaníes en los sistemas escolares de la UE. De hecho, los romaníes son los principales objetos de atención en la mayoría de las llamadas de integración de la organización. Sin embargo, si bien el racismo y la discriminación siempre han sido una gran parte de la agenda de ECRI, la integración solo ha comenzado a aparecer de manera destacada en los recientes Informes de Política General (GPR).